# Michael Kümmerle
Michael Kümmerle (né le 21 avril 1979 à Leongerg en Allemagne), est un footballeur allemand. 
Après avoir commencé sa carrière dans son pays natal, il évolue dans le championnat chypriote avant de rentrer au pays.